# Vila Velha de Ródão (freguesia)
Vila Velha de Ródão es una freguesia portuguesa del concelho de Vila Velha de Ródão, con 90,41 km² de superficie y  habitantes (2001). Su densidad de población es de 22,7 hab/km².